# Уэджвуд, Скотт
Скотт Уэ́джвуд (англ. Scott Wedgewood; 14 августа 1992, Брамптон, Канада)  — профессиональный канадский хоккеист, вратарь клуба НХЛ «Колорадо Эвеланш». На драфте НХЛ 2010 года выбран в третьем раунде под 84-м номером клубом «Нью-Джерси Девилз». Уэджвуд является бронзовым призёром молодёжного чемпионата мира 2012 года в составе сборной Канады.

## Игровая карьера
Скотт Уэджвуд был выбран в третьем раунде драфта 2015 года под общим 84 номером клубом «Нью-Джерси Девилз». 19 марта 2012 года он подписал с «Койотис» трёхлетний контракт новичка.
28 ноября 2017 года «Нью-Джерси» обменяли Уэджвуда в «Аризону Койотис» на право выбора в пятом раунде драфта 2018 года, ранее полученное от «Калгари».
1 марта 2022 года перешёл в «Даллас» в обмен на право выбора в 4 раунде драфта. В июле того же года подписал новый 2-летний контракт со «звёздами».
1 июля 2024 года, будучи неограниченно свободным агентом, подписал двухлетний контракт с «Нэшвилл Предаторз» на общую сумму $ 3 млн. В первом матче сезона 2024/25 был назначен стартовым вратарём «хищников» из-за травмы Юусе Сароса. Против бывшей команды — «Далласа», Уэджвуд сыграл неубедительно, пропустив за второй период матча четыре гола. После четырёх матчей за «Предаторз» средний показатель отражённых бросков составил 0.878 %, после чего Уэджвуда обменяли в «Колорадо Эвеланш» на вратаря Юстуса Аннунена и пик шестого раунда-2025.